# 劉鷗
劉鷗（1986年11月13日—），廣東湛江人，中國女子花樣游泳運動員；亦為中國花樣游泳隊的隊長。

## 生涯
劉鷗小学時入读湛江市第十二小学，至1993年8月被林春庆教练選入霞山区业余体校学习游泳，曾贏得多項少兒組的游泳冠軍。至10歲時，教練推薦她改練了花樣游泳，到1998年2月便被選進广东省花泳队。
2001年12月，劉鷗入选中国国家青年花泳队，一年後在深圳举行的第十一届省运会为湛江夺得第一块花泳金牌。至2005年12月正式入选中国国家花泳队。
2006年，劉鷗與隊友蔣文文、蔣婷婷、張曉歡、顧貝貝、王娜、吳怡文、孫萩亭及朱政，在領隊李維波率領下參與多哈亞運會，在團體賽小項擊敗日本，為中國奪得他們的首面花樣游泳的國際性冠軍。
2008年北京奧運，她與隊友力壓日本組合奪得銅牌，這亦是中國首面奧運花樣游泳獎牌。
2009年，由於中國花樣游泳隊的蔣文文/蔣婷婷雙人組合將出戰世界花游大獎賽，來自廣東的劉鷗和羅茜遂代表中國出戰在廣東佛山舉行的第八屆亞洲游泳錦標賽，並在雙人自由自選、雙人技術自選、集體自由自選和集體技術自選比賽中摘取四枚金牌。
2010年，劉鷗以隊長身份率領隊友參加廣州亞運會花樣游泳比賽的集體及自由組合比賽，奪得兩面金牌。
2012年，劉鷗代表中国出戰英國倫敦舉行的奥林匹克运动会水上芭蕾比賽團體項目賽事。